# Schimbare fonetică
În lingvistică, termenul schimbare fonetică este folosit într-un sens larg și în unul restrâns. În sens larg denumește orice modificare a unui sunet sau a unui grup de sunete, precum și orice modificare a unui cuvânt sau a unei succesiuni de două cuvinte cauzată de modificarea, de dispariția ori de apariția unui asemenea segment.
În sens restrâns se vorbește despre schimbare fonetică numai ca fenomen în istoria limbii. O schimbare în acest sens poate să fi avut loc într-o anumită perioadă din istorie și să nu se mai fi produs după aceea, dar unele schimbări fonetice au avut loc la nivel morfofonologic și se manifestă și în limba actuală ca alternanțe fonetice.
În cazul schimbărilor fonetice care se produc cu regularitate, în mod tradițional se vorbește despre legi fonetice, dar termenul este evitat de unii ligviști actuali, care constată că aceste schimbări prezintă destule excepții ca să fie motivată evitarea conotației de obligativitate și imuabilitate a termenului „lege”.
Limba fiind în continuă evoluție, au loc tot timpul și schimbări fonetice. Atât în istoria limbii, cât și în starea ei la un moment dat, inclusiv actuală, schimbările fonetice sunt mai întâi individuale. Cel puțin unele pot fi, ulterior, validate de colectivitatea lingvistică, consfințite de uzul general și în final integrate în varietatea standard a limbii, dacă are deja o asemenea varietate. În limbă pot coexista variante, una cu o anumită schimbare fonetică, alta fără acea schimbare. Astfel de variante pot coexista în aceeași varietate de limbă sau în varietăți diferite, de exemplu una în varietatea standard, cealaltă într-o varietate regională, ori una într-un registru de limbă standard sau nestandard, alta în alt registru. Există și schimbări fonetice strict individuale, de exemplu în limbajul copiilor, în cursul învățării vorbirii.
Denumirile unor schimbări fonetice au fost preluate de lingvistică din retorică, în care se numără printre figurile de stil din categoria figurilor de sunet, folosite de prozatori și de poeți în scopul realizării unor efecte stilistice, sau din necesități ale versificației.

## Clasificarea schimbărilor fonetice
Schimbările fonetice pot fi clasificate în funcție de diferite criterii.

### Schimbări necondiționate și schimbări condiționate
O schimbare necondiționată, numită și necombinatorie, este spontană, depinzând numai de natura sunetului respectiv, indiferent de contextul său fonetic. Astfel este diftongarea lui e deschis în ie în evoluția cuvintelor din limba latină în română, ex. ferrum > fier, pectus > piept. Alt exemplu de schimbare necondiționată este dispariția fonemului /h/ în cuvintele latinești moștenite de toate limbile romanice, chiar dacă în unele apare în scris la început de cuvânt, ex. prehendere > ro  prinde, fr  prendre; homo > ro  om, fr  homme [ɔm].
O schimbare condiționată (combinatorie) este provocată de influența sunetelor învecinate. De exemplu, e accentuat dinaintea unei silabe care conține un ă se diftonghează în unele cuvinte românești, iar cele două segmente alternează în funcție de genul, numărul și cazul cuvântului, ex. negru – neagră, sterp – stearpă.

### Schimbări fonetice și schimbări fonologice
Deși în mod tradițional se vorbește numai despre schimbări fonetice, se disting totuși două categorii de schimbări, după cum modifică sau nu sistemul fonemelor limbii. Unele constau numai în schimbarea obiceiurilor în pronunțarea unui fonem fără să fie afectat sistemul fonologic al limbii. Acestea sunt schimbări fonetice propriu-zise, de exemplu trecerea vocalelor lungi din limba engleză veche, în diftongi în engleza modernă, ca în cazul cuvântului stan [staːn] > stone [stown] „piatră”.
În schimb, dispariția unor foneme constituie schimbări fonologice. De pildă, în limba franceză veche existau consoanele africate /ts/ și /dz/, care au evoluat la fricativele /s/, respectiv /z/. Astfel au dispărut unele perechi minimale ai căror membri au devenit omonime, chiar dacă ortografia, predominant etimologică în această limbă, le distinge, ex. cire „ceară” și sire (apelativ al regilor), ambele pronunțate [siːr].

### Schimbări în funcție de tendința tăriei sunetelor
Din acest punct de vedere, schimbările fonetice se pot împărți în două mari categorii.
Unele schimbări duc la slăbirea sunetului în cauză, care poate merge până la dispariție. Slăbirea merge totdeauna în sensul scăderii diferențelor existente și perceptibile, având loc în poziții în care diferențele sunt oricum relativ puțin perceptibile, fiind astfel mai puțin informative în privința sensului exprimat, de exemplu în silabele neaccentuate. Astfel, în cuvintele împrumutate de engleză din franceză a dispărut în silabă neaccentuată diferența dintre /ɛ/ și /a/, ambele schimbându-se în /ə/: fr  performe [pɛʁˈfɔʁm] „performează” > en  perform [pəˈfɔːm], fr  parade [paˈʁad] „paradă” > en  parade [pəˈreɪd].
Un caz de dispariție a unui sunet în majoritatea contextelor fonetice este cea a vocalei finale și neaccentuate /a/ din latină, în cuvintele moștenite de franceză, ex. porta > porte [pɔʁt] „ușă”. Un caz asemănător este, în limba maghiară, dispariția vocalelor finale scurte, acestea fiind totdeauna neaccentuate, ex. utu > út „drum”.
Alte fenomene de slăbire constau în contopiri de sunete. Unul din acestea este monoftongarea, adică reducerea unui diftong la o vocală, ca în cazul diftongului latinesc au [aw] evoluat în franceză la [o], ex. aurum > or „aur”.
Sunt și cazuri de contopire a unor segmente de cuvânt relativ lungi într-un singur sunet, ex. la  vitellus > fr  veau [vo] „vițel”.
Întărirea sunetelor are loc în poziții în care diferențele se percep oricum relativ bine (în silabă accentuată, la început de silabă etc.), și merg în sensul unei perceptibilități și mai mari. În latină și în unele limbi romanice, bunăoară, vocalele scurte din silabă accentuată s-au lungit (ex. la  amo „(eu) iubesc” > it  amo [aːmo]) sau s-au diftongat: la  schola „școală” > it  scuola, es  escuela; la  mola > ro  moară.

### Schimbări în funcție de motivația lor

#### Motivație fonetică
Unele schimbări fonetice sunt motivate fonetic, adică de tendința spre scăderea efortului articulator.
Unul din modurile prin care scade acest efort este simplificarea segmentelor, de exemplu denazalizarea vocalelor nazale, prin dispariția unuia din componentele articulării lor. Astfel, nu mai coboară palatul moale (componenta datorită căreia aerul expirat trece și prin fosele nazale), aerul trecând numai prin cavitatea bucală și vocalele devenind orale. Această schimbare s-a produs în mod regulat de pildă în evoluția mai multor limbi slave. În slava veche mai existau vocale nazale, dar în limba slovenă, bunăoară, nu mai există. Exemple de evoluție a lor sunt *językŭ > jęzik > jezik „limbă” și *rǫka > roka „mână”.
Alt mod al scăderii efortului articulator este simplificarea secvențelor de sunete. Una din schimbările prin care se realizează este asimilația, adică apropierea caracteristicilor sunetelor învecinate sau apropiate. Are loc, de exemplu, între sunetul final al unui cuvânt și cel inițial al cuvântului următor, ușurare a pronunțării care face ca vorbirea să fie fluentă, ca atunci când sintagma en  ten mice „zece șoareci”, se pronunță ca un singur cuvânt [ˈtemmaɪs]. Altă cale a simplificării secvențelor este cea a structurii silabice prin introducerea unui sunet, de exemplu a unei vocale înaintea grupurilor de consoane inițiale de cuvânt (ex. slava veche dvor > hu  udvar „curte”), schimbare numită proteză, sau prin slăbirea sunetelor și, până la urmă, căderea lor, ex. engleza veche nama > engleza medie name [nεmə] > engleza modernă name [neɪm] „nume”.

#### Motivație analogică
Schimbările fonetice pot fi motivate și prin analogie, care ușurează învățarea. Se manifestă prin influența reciprocă dintre cuvinte ce aparțin aceluiași câmp semantic. De pildă, în română, introducerea unui m neetimologic (schimbare numită epenteză) în cuvântul octombrie se explică prin prezența aceleiași consoane în numele altor luni: septembrie, noiembrie, decembrie.

#### Motivații extralingvistice
Schimbările fonetice pot fi motivate și de factori social-psihologici, precum tendința de a atinge o rază maximă în comunicare, de a se adapta la normele anumitor grupuri sociale etc. Se adoptă, de exemplu, caracteristici ale unor varietăți de limbă mai prestigioase, precum pronunțarea [toˈmaːtoː] de către unii americani a cuvântului tomato „(pătlăgea) roșie” în loc de pronunțarea americană stadard [təˈmeɪtoʊ], în virtutea unei pronunțări britanice standard imaginate, pe când în realitate standardul britanic prevede pronunțarea [təˈmɑːtəʊ].

## Schimbări fonetice istorice
În prima jumătate a secolului al XIX-lea, cărturarul danez Rasmus Rask și cel german Jacob Grimm au observat că în istoria limbilor, unele schimbări fonetice au avut loc cu regularitate. Intuiția lor a fost dezvoltată de lingviști numiți neogramatici, precum Wilhelm Scherer și Hermann Paul care au încercat să demonstreze că aceste schimbări au caracter de lege, ca cele naturale. Deși ulterior s-a demonstrat că nu este vorba de legi imuabile, există unele schimbări fonetice sistematice produse după următorul principiu: dacă un sunet X se transformă într-un sunet diferit X’ într-un cuvânt, aceeași schimbare are loc în toate cuvintele în care există sunetul X, sau în toate cuvintele în care sunetul X este într-un anumit context fonetic. Astfel, unele schimbări au avut loc la fel în toate limbile care descind din aceeași limbă bază, de exemplu fonemul /h/ din latină a dispărut în toate limbile romanice. Aceasta este o asemănare fonetică sistematică. Alte schimbări pornind de la un sunet sau un grup de sunete într-un anumit context în limba bază au avut loc în mod diferit de la limbă la limbă, dar în fiecare din ele în toate cuvintele care îndeplinesc condițiile originare. De pildă, grupul /kt/ din latină (ex. octo, lactem, factum) a dat ro  /pt/ (opt, lapte, fapt), es  /tʃ/ (ocho, leche, hecho), it  /tt/ (otto, latte, fatto), pt  /jt/ (oito, leite, feito). Acestea sunt diferențe fonetice sistematice.
În general, asemenea schimbări fonetice se petrec într-o anumită perioadă a istoriei limbii, în cuvinte moștenite și în cuvinte împrumutate într-o anumită perioadă. De exemplu, căderea lui /b/ intervocalic în cuvintele românești moștenite din latină (ex. caballus > cal, hiberna > iarnă) încetase atunci când a început influența slavei vechi. Ca dovadă, nu a avut loc în cuvintele iubi, grăbi etc. De asemenea, în maghiară, împrumuturile vechi de cuvinte cu grup de consoane inițial au primit o vocală protetică (ex. la  schola > iskola „școală”), dar nu și cele relativ recente, ex. de  strand „ștrand”.
Unele schimbări fonetice sistematice nu sunt generale în limbă, ci se limitează la varietăți regionale, de exemplu trecerea lui e neaccentuat la ă în graiul muntenesc (dă, pă vs. de, pe) sau anticiparea lui i în cel din Oltenia (straichină vs. strachină).
Diferențele sistematice împreună cu asemănările sistematice, cum sunt păstrarea unor sunete și grupuri de sunete, și dispariția altora în anumite contexte fonetice, constituie corespondențe fonetice sistematice, pe baza cărora fonetica istorică și comparativă contribuie la stabilirea înrudirii între limbi și la reconstituirea unor limbi bază neatestate.

## Schimbări fonetice actuale
Unele schimbări fonetice istorice au consecințe și în limba actuală, manifestându-se de la o formă gramaticală la alta sau într-un cuvânt derivat față de cuvântul bază, în alternanțele fonetice. Astfel, în română, diftongarea lui o latinesc în oa este istorică, ex. porta > poartă. Aceasta este o schimbare condiționată de prezența unui a în silaba următoare, care devine ă. În română, schimbarea rămâne condiționată, prin urmare, dacă în silaba următoare nu mai este ă, diftongul revine la o: poartă ~ porți. În cazul unor împrumuturi relativ recente, o asemenea alternanță nu este standard, ex. pedagog ~ pedagoagă, analog ~ analoagă.
În limba actuală se produc și schimbări individuale, de exemplu metatezele cauzate de necunoașterea formei corecte a unor cuvinte, precum la copiii care învață să vorbească (ex. potrocală în loc de portocală), sau cele accidentale în vorbirea unor persoane care altminteri vorbesc corect, ex. en  chabbits and rickens în loc de rabbits and chickens „iepuri și pui”.
O categorie aparte a schimbărilor individuale este cea a unor figuri de stil din clasa figurilor sonore. Acestea sunt intenționate și folosite de scriitori cu scop stilistic sau din necesități ritmice și metrice în poezie. Cele din urmă sunt numite licențe poetice, cum este apariția hiatului pentru respectarea măsurii, ex. Mai suna-vei, dulce corn / Pentru mine vre odată? (Mihai Eminescu).

## Principalele schimbări fonetice
Schimbările fonetice pot fi grupate în mai multe categorii.
Cele care constau în adăugarea unui segment sonor la un cuvânt sunt proteza (la începutul cuvântului), epenteza (în interiorul cuvântului) și epiteza, numită și paragogă (la sfârșitul cuvântului).
Schimbările prin căderea unui segment sunt afereza (la începutul cuvântului), sincopa (în interiorul cuvântului) și apocopa (la sfârșitul cuvântului).
În interiorul cuvintelor și la limita dintre ele pot avea loc sinereza (contopirea a două vocale într-un diftong) și contrarul ei, diereza.
Alte schimbări importante mai sunt metateza (permutarea a două segmente), asimilația sau asimilarea (transmiterea unei sau unor caracteristici ale unui sunet la alt sunet) și contrarul acesteia, disimilația sau disimilarea, precum și diftongarea (transformarea unei vocale în diftong) și monoftongarea (reducerea unui diftong astfel, încât se formează o vocală diferită de vocala și semivocala care formează diftongul).
Unele din aceste schimbări au subtipuri. Astfel, un caz special al asimilării este armonia vocalică; epenteza unei vocale se mai numește și anaptixă; apocopa unei vocale care unește fonetic cuvântul afectat de cel următor se numește eliziune; un tip de disimilație este haplologia.
Dintre aceste schimbări, figuri de stil (de sunet) sunt cele grupate sub denumirea de metaplasme, adică proteza, epenteza, epiteza (paragoga), afereza, sincopa, apocopa și metateza, iar în afară de metaplasme – sinereza și diereza.